# Crocothemis erythraea
Crocothemis erythraea là loài chuồn chuồn trong họ Libellulidae. Loài này được Gaspard Auguste Brullé mô tả khoa học đầu tiên năm 1832.

## Phân bố
Loài chuồn chuồn này phổ biến ở Nam Âu và khắp châu Âu. Loài này cũng hiện diện trên khắp miền tây Châu Á đến tận miền nam Trung Quốc. Loài này cũng vãng lai ở Anh. Ghi nhận đầu tiên của loài này ở Anh tại Hayle Kimbro Pool, The Lizard, Cornwall, vào ngày 7 tháng 8 năm 1995. Kể từ đó đã có thêm một số kỷ lục tại các địa điểm rải rác trên khắp nước Anh.

## Hình ảnh

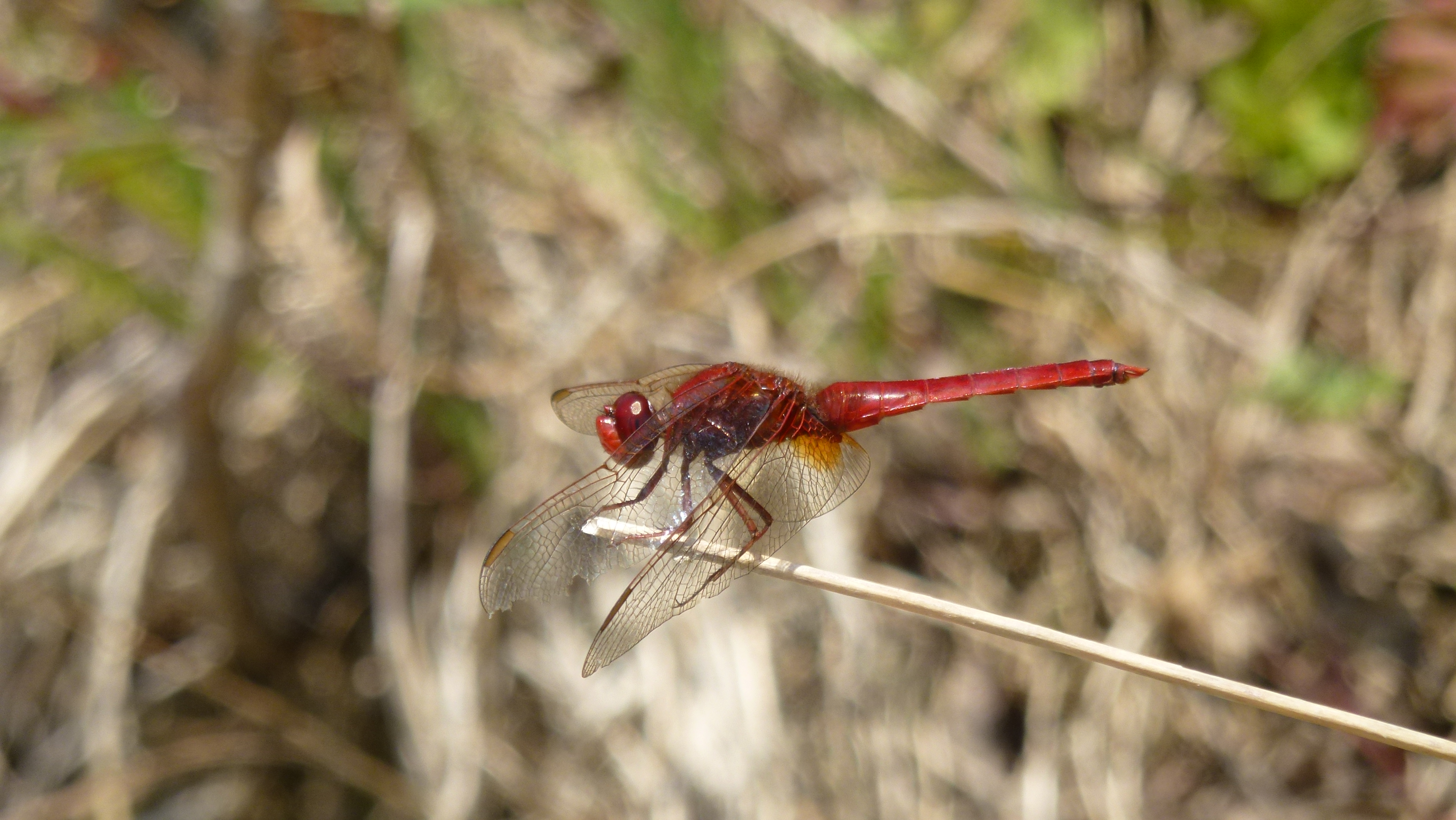
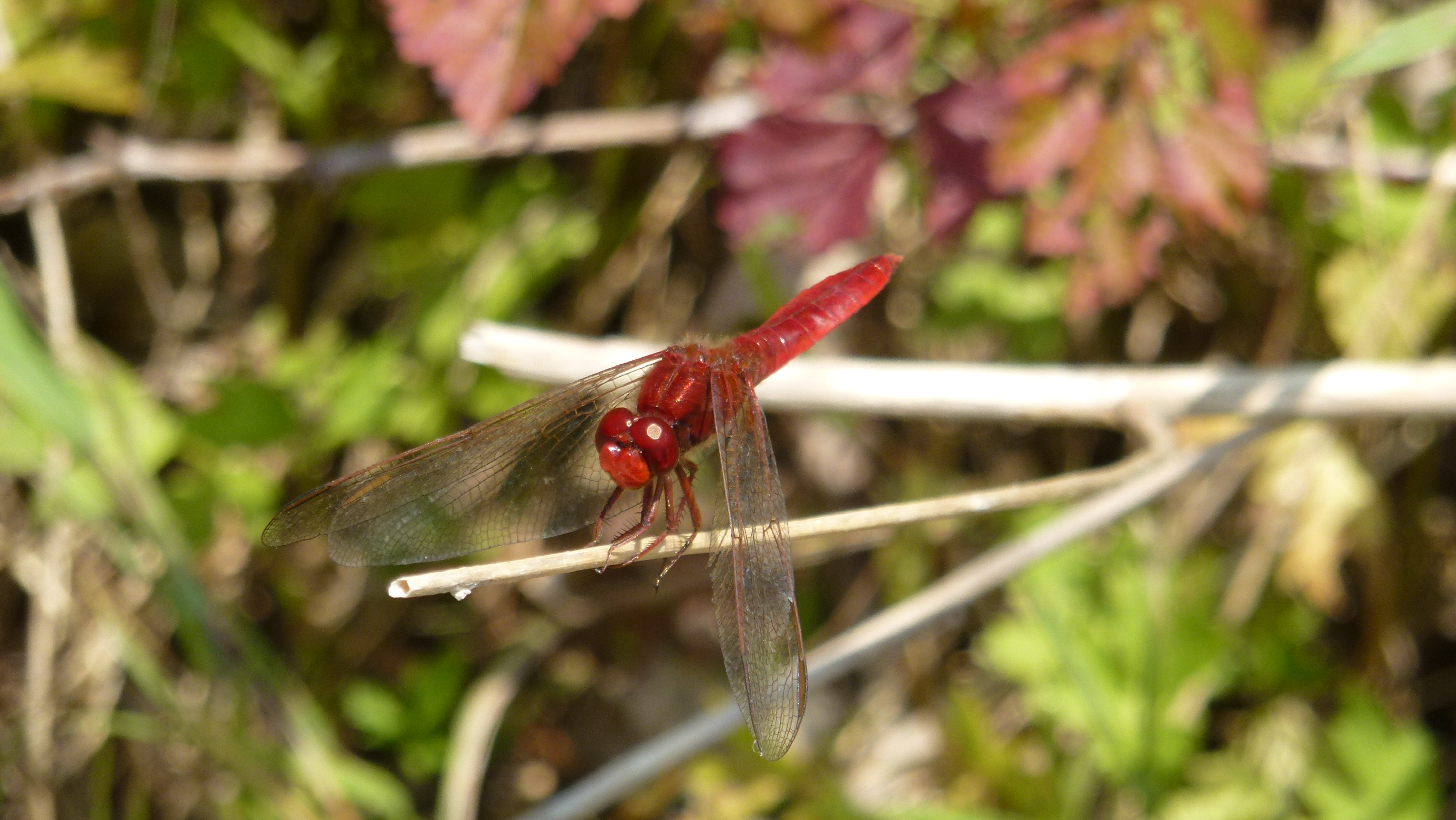
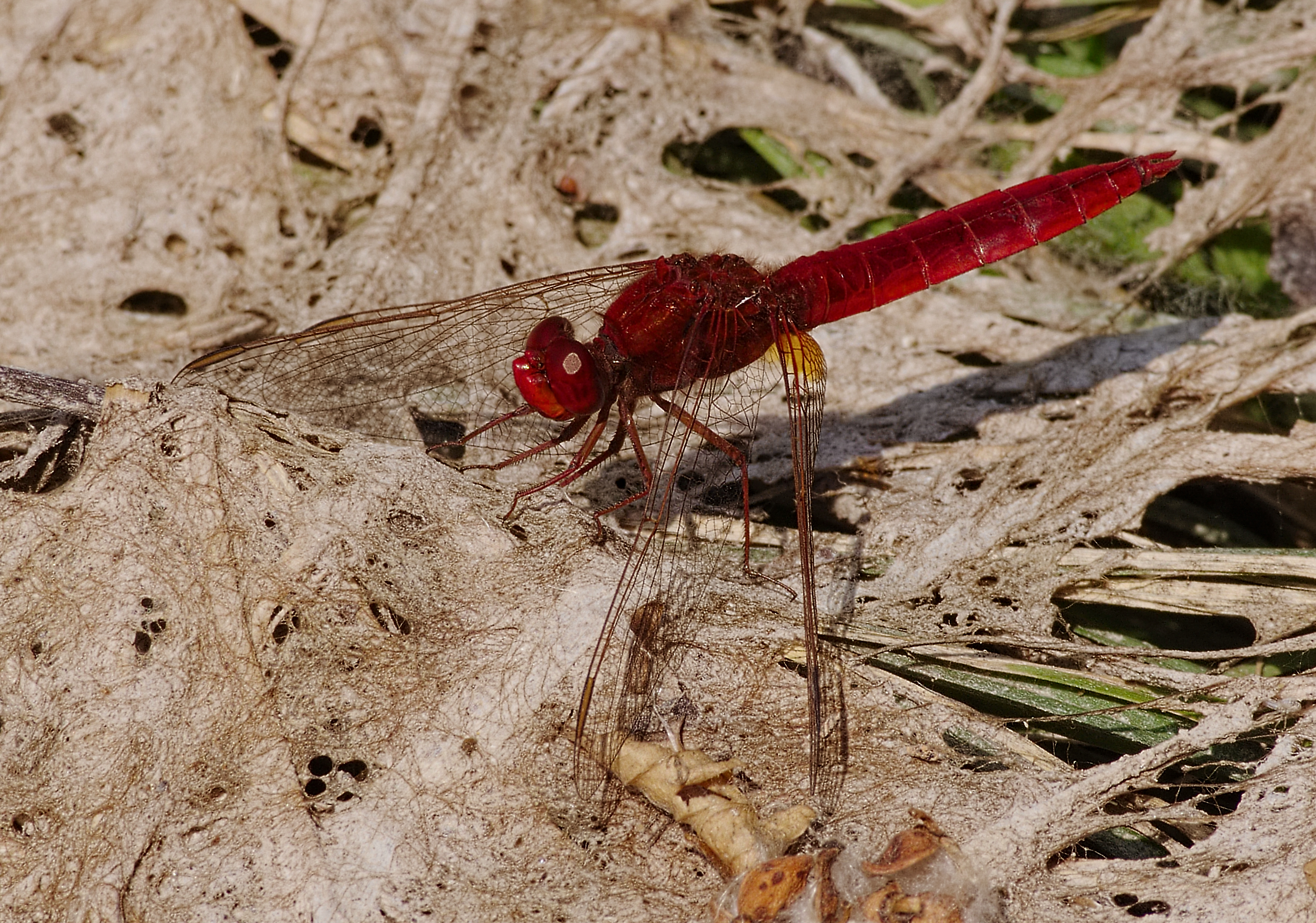
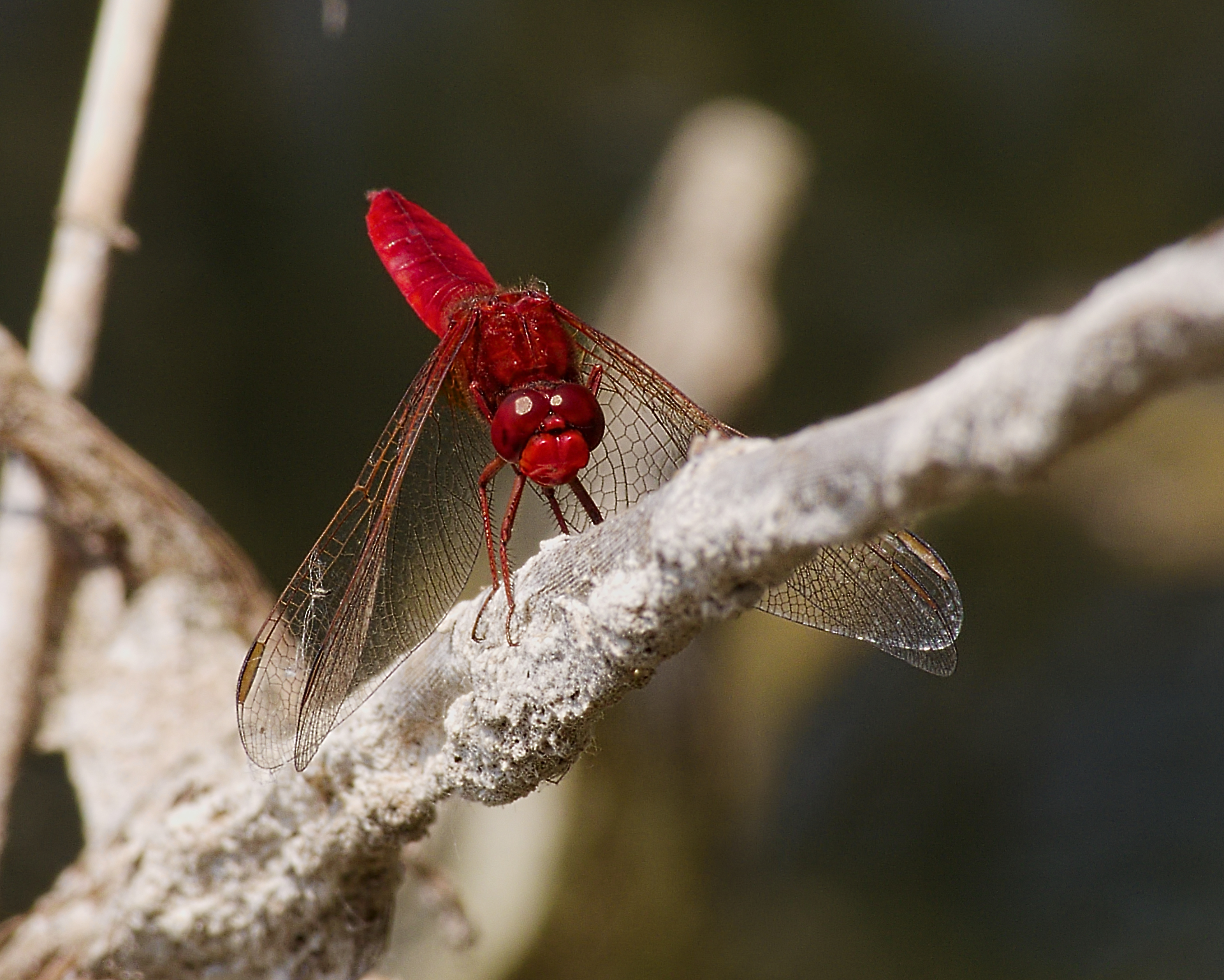
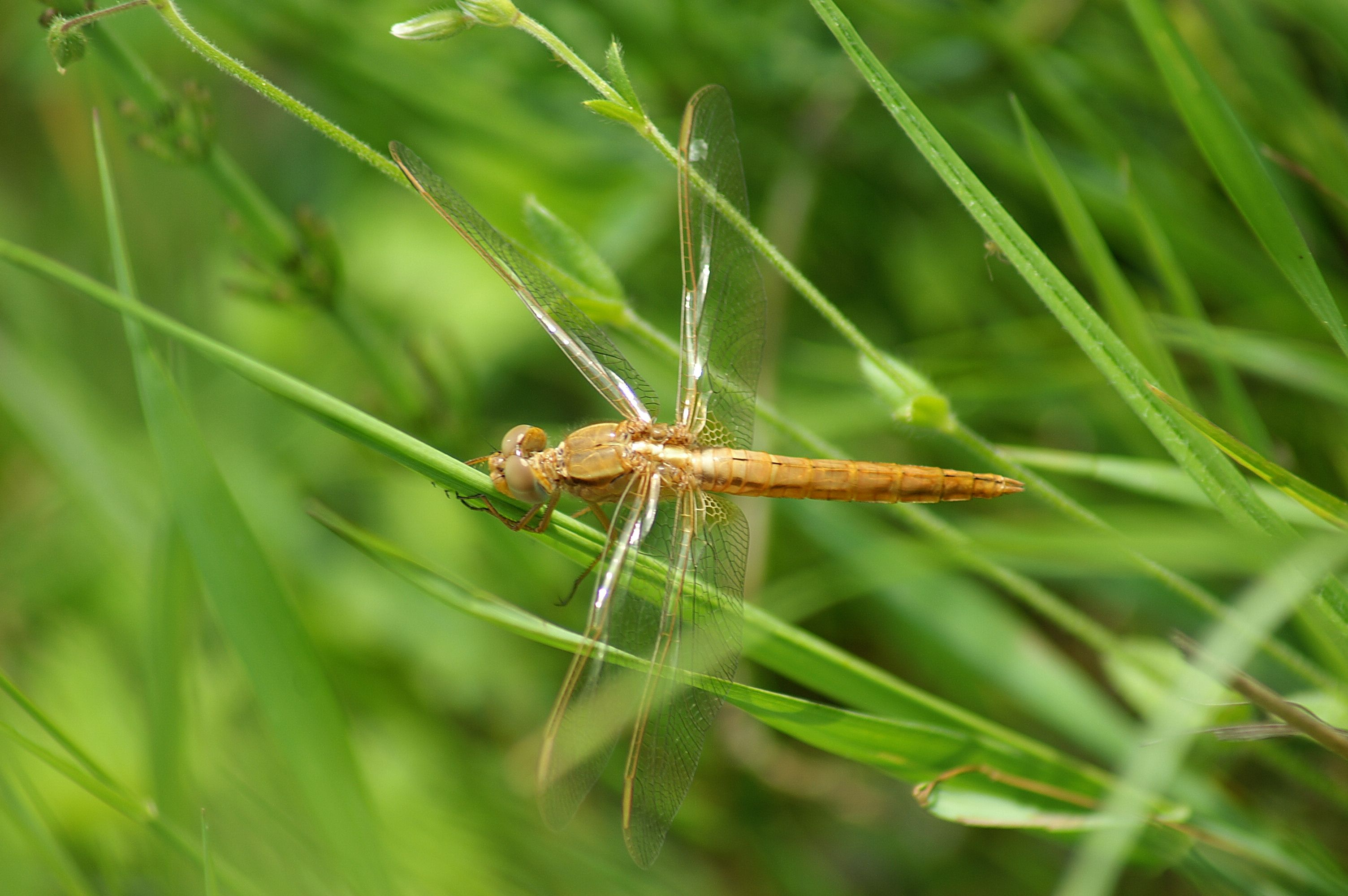
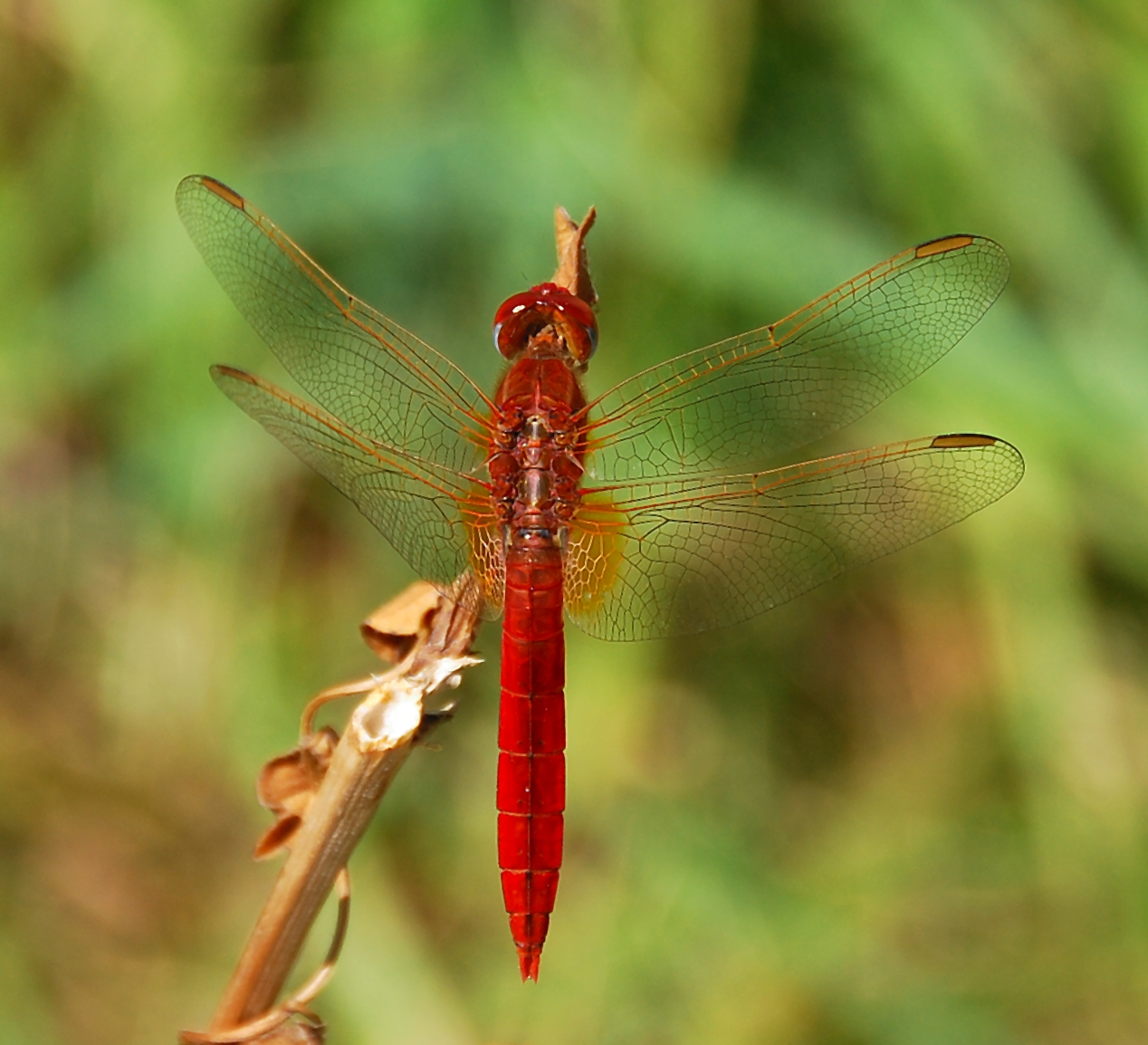
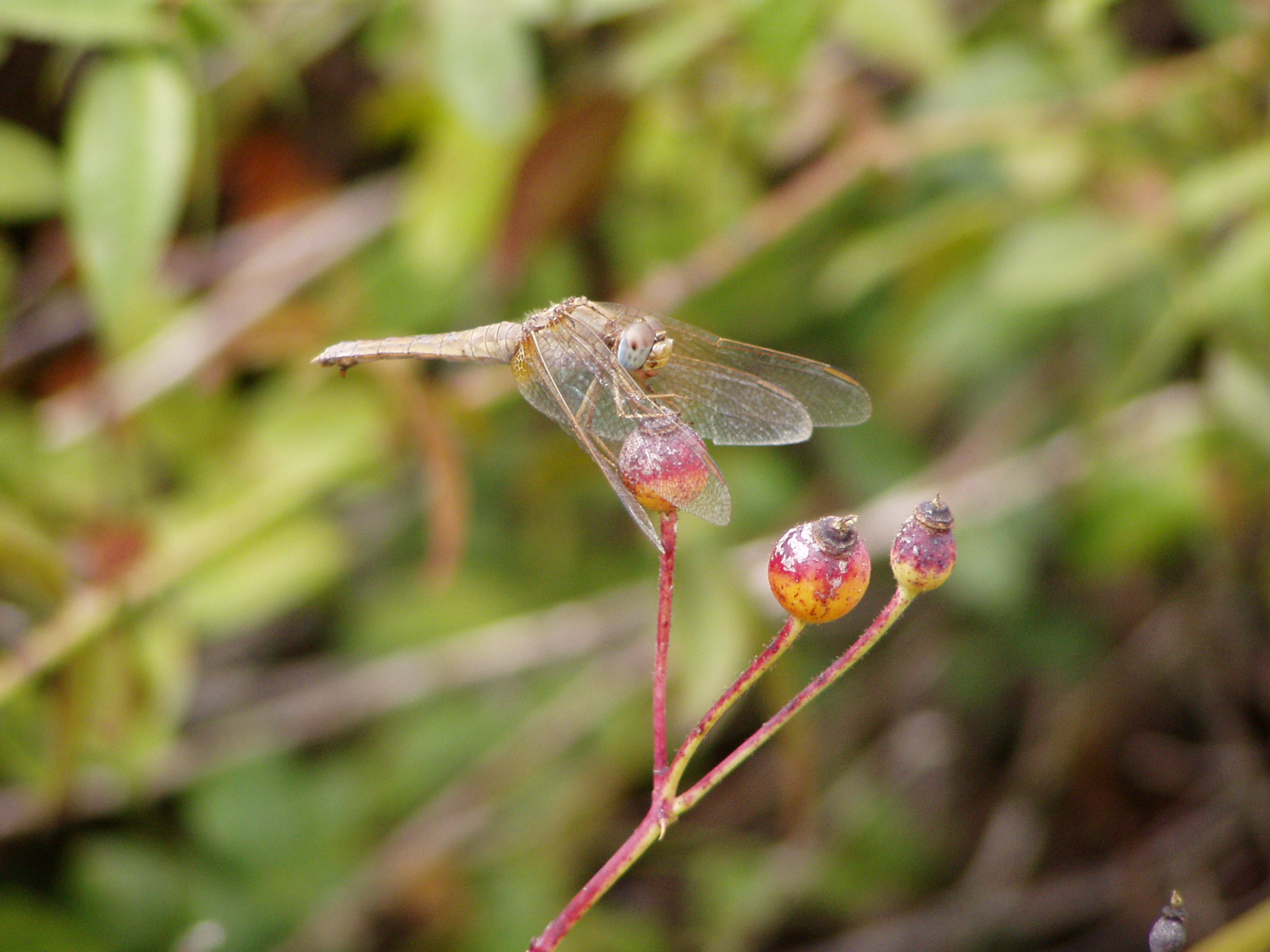
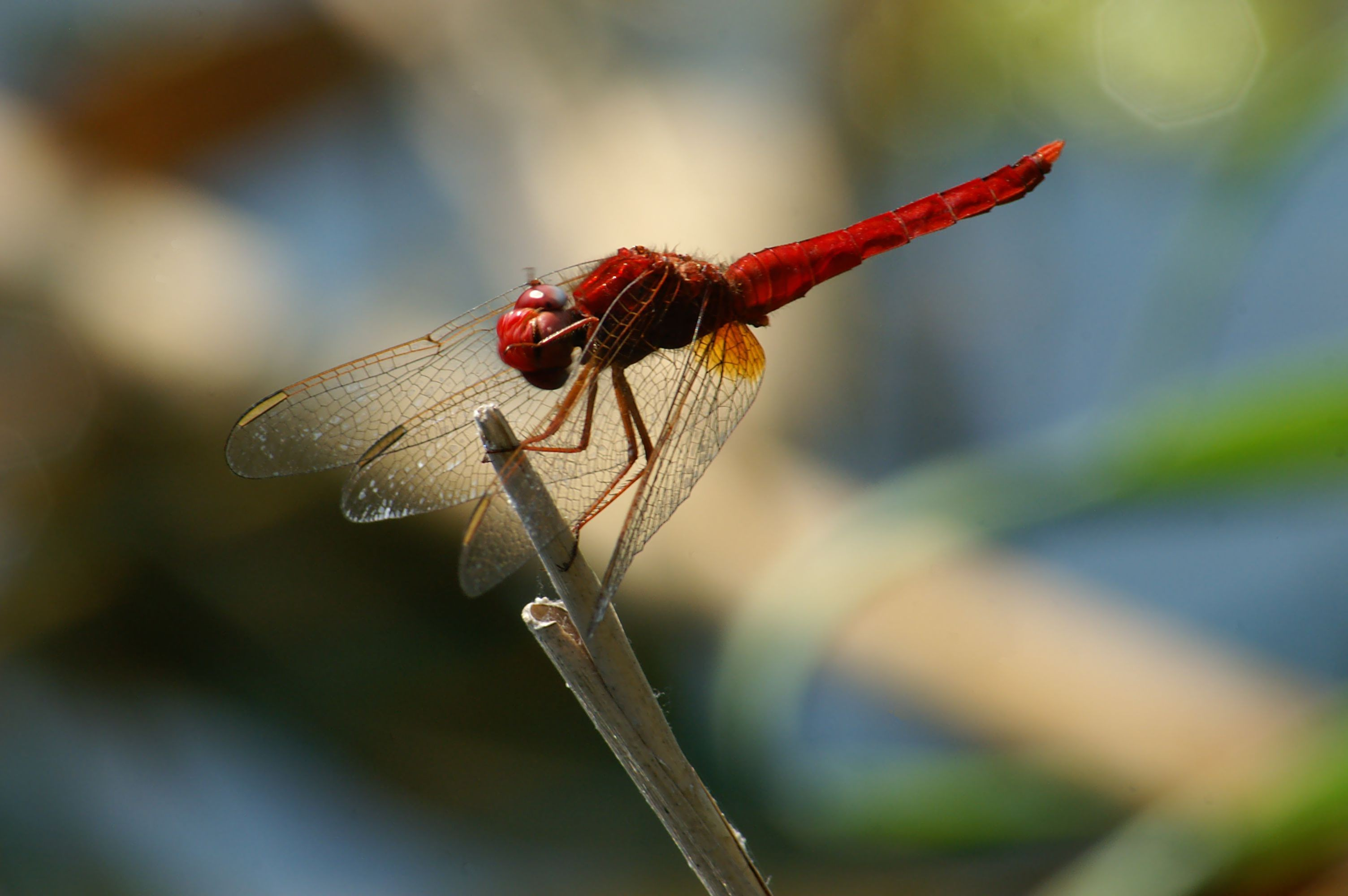
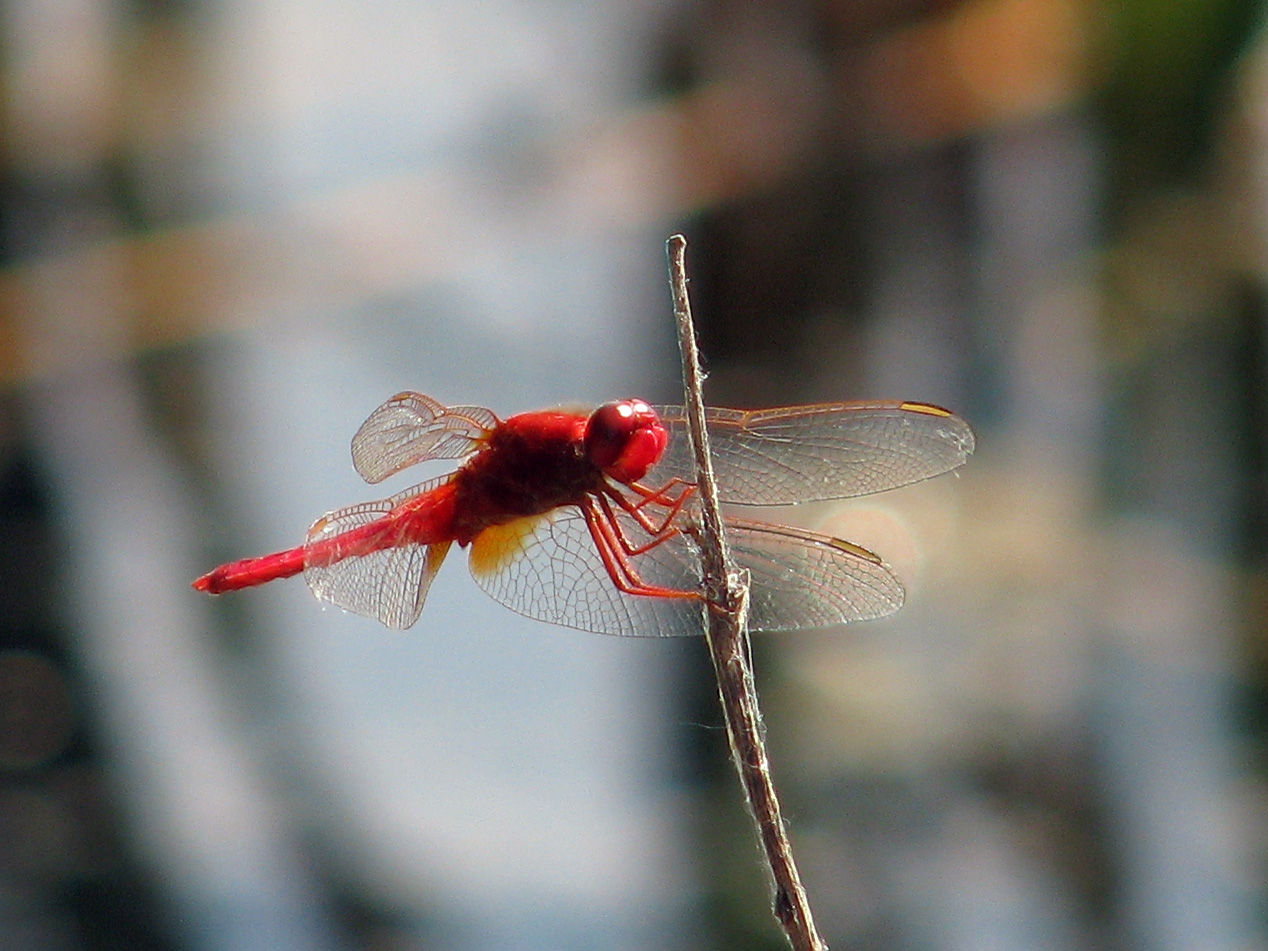